# Idealisten
Idealisten er en dansk spændingsfilm fra 2015 af filminstruktøren Christina Rosendahl. Filmen er Rosendahls anden spillefilm efter ungdomsfilmen Supervoksen (2006). Lars K. Andersen og Simon Pasternak har skrevet manuskriptet sammen med instruktøren. Jonas Frederiksen og Signe Leick Jensen producerer for Toolbox med produktionsstøtte på 7,7 millioner kroner fra Det Danske Filminstitut ved filmkonsulent Kim Leona. Filmen har desuden modtaget 330.000 kr. i regionalstøtte.
Filmen har et budget på 20,5 millioner kroner og er den første spillefilm fra det nystartede produktionsselskab Toolbox Film, der blev etableret i 2011 af producerne Morten Kaufmann og Signe Leick Jensen. Idealisten fik dansk biografpremiere den 9. april 2015. Trods gode anmeldelser åbnede filmen med et beskedent billetsalg på 16.400 solgte biografbilletter i åbningsweekenden.

## Handling
I 1988 fatter radioreporteren Poul Brink interesse for det amerikanske brintbombefly, der styrtede ned ved Thulebasen i Grønland i 1968. Oprydningsholdets mange følgesygdomme tyder på, at Danmarks og USA's regeringer løj om den radioaktive strålingsfare og om krænkelsen af dansk atomvåbenpolitik. Og jo længere Brink når i dybden med sin efterforskning, jo mere modstand møder han blandt politikerne.

## Medvirkende
- Peter Plaugborg som Poul Brink
- Søren Malling som Marius Schmidt
- Arly Jover som Estíbaliz
- Thomas Bo Larsen som Carl Dinesen
- Jens Albinus som Blicher
- Nikolaj Cederholm som Læge Pontoppidan
- Henrik Birch som Ole Damgaard
- Filippa Suensson som Journalist Eva
- Jesper Hyldegaard som Lars Krogsgård
- Trine Runge som Ministersekretær